# 기니도가머리박쥐
기니도가머리박쥐 또는 토마스사냥개박쥐(Eumops maurus)는 큰귀박쥐과에 속하는 남아메리카 박쥐의 일종이다. 포획하기 어렵기 때문에 알려진 정보가 거의 없다. 신열대구 박쥐류 중에서 가장 희귀한 종으로 추정된다.

## 특징
기니도가머리박쥐는 다른 사냥개박쥐류와 비슷하게 보이며, 몸길이가 약 18cm이고 꼬리는 약 4cm이다. 털은 진한 초콜릿 갈색이고 몸 나머지 부분보다 하체가 단지 약간 연한 색을 띤다. 가장 독특한 특징은 박쥐 중간날개부 앞쪽 부분으로 이어지는 좁은 흰색의 띠이다. 귀는 크고 둥글며 기저부에 가깝게 위치하며 대부분은 털이 없고 작은 이주와 긴 대이주를 갖고 있다.
날개는 끝이 좁고 상완골과 대퇴골을 따라 약 절반 정도까지 털로 덮여 있다. 꼬리 날개막도 약 1/3 가량이 털로 덮여 있고, 비막 가장자리 길이의 약 3/4이 이어지는 긴 돌기 부분에 의해 경계를 이룬다. 전체적으로는 날개 비막은 연한 갈색을 띤다. 수컷은 암컷에게는 사라져 보이지 않거나 아주 작게 존재하는 목 분비선이 뚜렷하게 남아 있다.

## 분포 및 서식지
기니도가머리박쥐는 가이아나와 수리남에서 주로 발견되지만 브라질과 베네수엘라 인근 지역에서 발견된다. 서식지에 대한 정보는 거의 알려져 있지 않지만 습윤 저지대 상록수림과 소나무 농장 지대에서 관찰된 기록이 있다. 서식지 감소로 위협을 받는 것으로 추정되고 있다.